# Castle Dale
Castle Dale är administrativ huvudort i Emery County i Utah. Den ursprungliga tanken var att orten skulle heta Castle Vale men namnet registrerades i misstag som Castle Dale. Orten hade 1 492 invånare enligt 2020 års folkräkning.